# Tvornica sode Lukavac
Tvornica sode Lukavac je tvornica koja je osnovana 1893. godine u Lukavcu. Nastanak i razvoj grada Lukavca u svezi je s ovom tvornicom. Osnovana je pod imenom Prve bosanske tvornice amonijačne sode. Proizvodni kapacitet godišnje bio je od 9 do 11 tisuća tona, onda 1% ukupne industrijski proizvedene sode na svijetu. Tvornica je radila po sustavu Honigmann. Solvay Werke m.b.H. iz Beča ju je preuzeo 1908. godine. Osuvremenio je tvrtku i prešli su na novi tehnološki proces. To je sustav Solvay kojim radi i danas. U svezi s tvornicom je i nogometni klub Solvay koji je pod tim imenom djelovao do 1941. godine. Bio je među boljim momčadima u BiH. Tvornica je bila dijelom belgijskog koncerna sve do 1945. godine, kada je nacionalizirana.
2006. godine turski Soda Sanayii A.S. postao je većinski vlasnik Sisecam sode (ŞİŞECAM je tvrtka koju je ukazom osnovao Atatürk 1935.) s 80%. Proizvodni kapacitet bio je 400 tona dnevno. Od 2016. godine turski Soda Sanayii A.S. je stopostotni vlasnik. Proizvodni kapacitet 2017. je 1650 tona dnevno. Izravno zaposlenih je 507, a neizravno 300.